# Camponotus arboreus
Camponotus arboreus är en myrart som först beskrevs av Smith 1858.  Camponotus arboreus ingår i släktet hästmyror, och familjen myror. Inga underarter finns listade.

## Bildgalleri

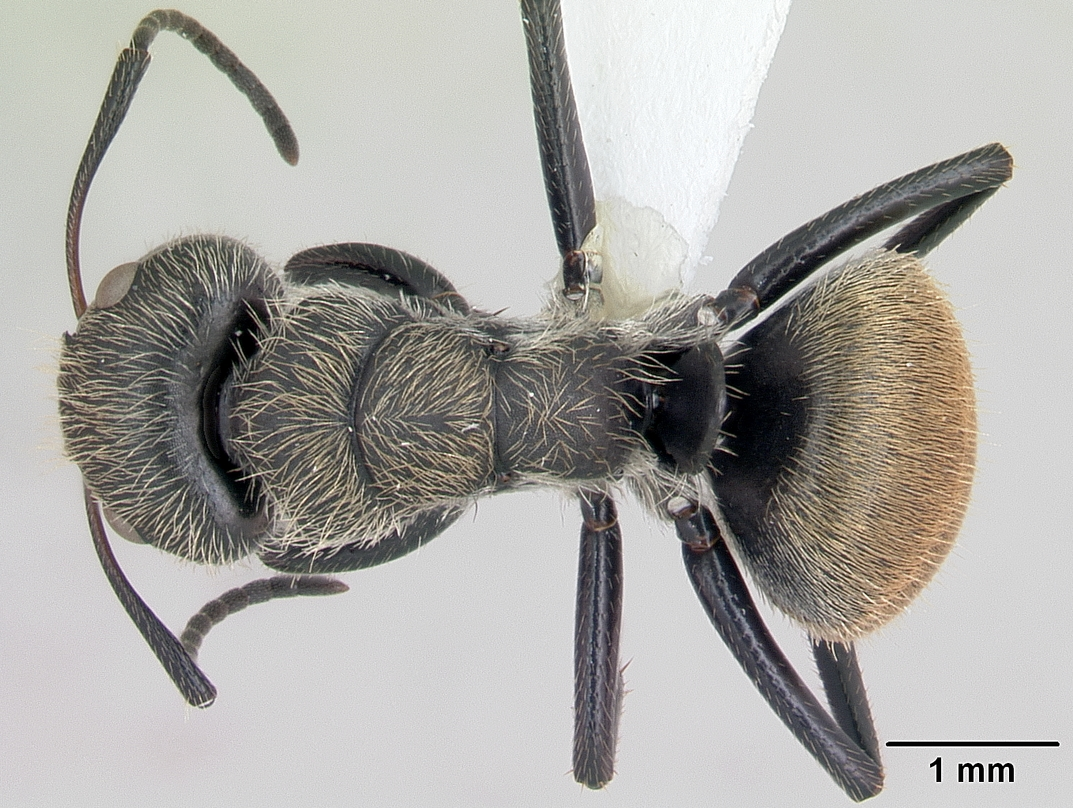
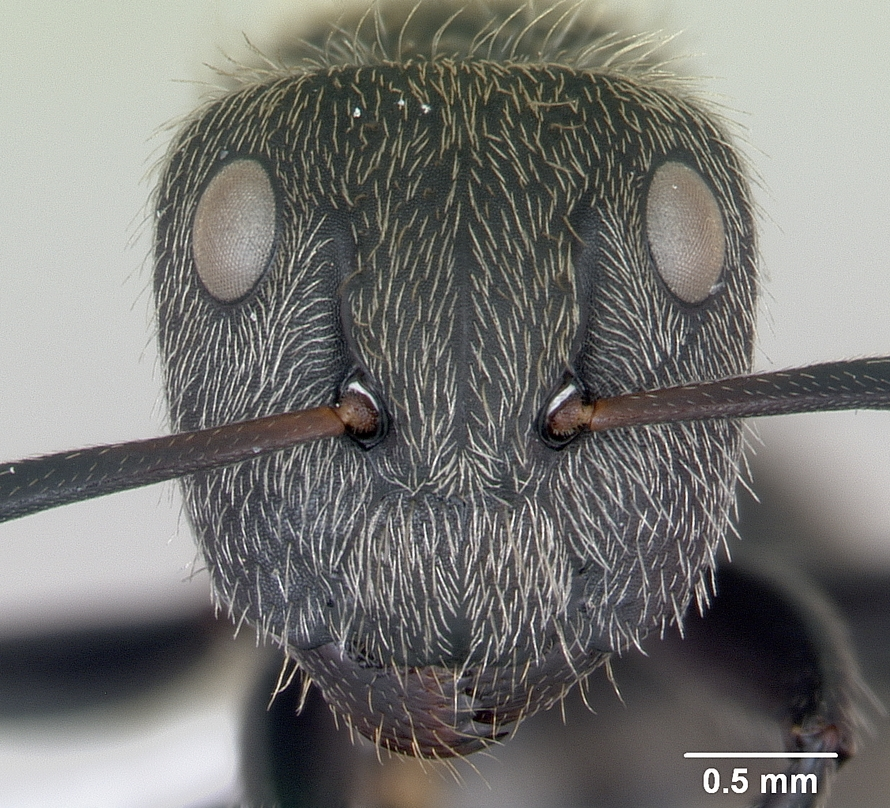
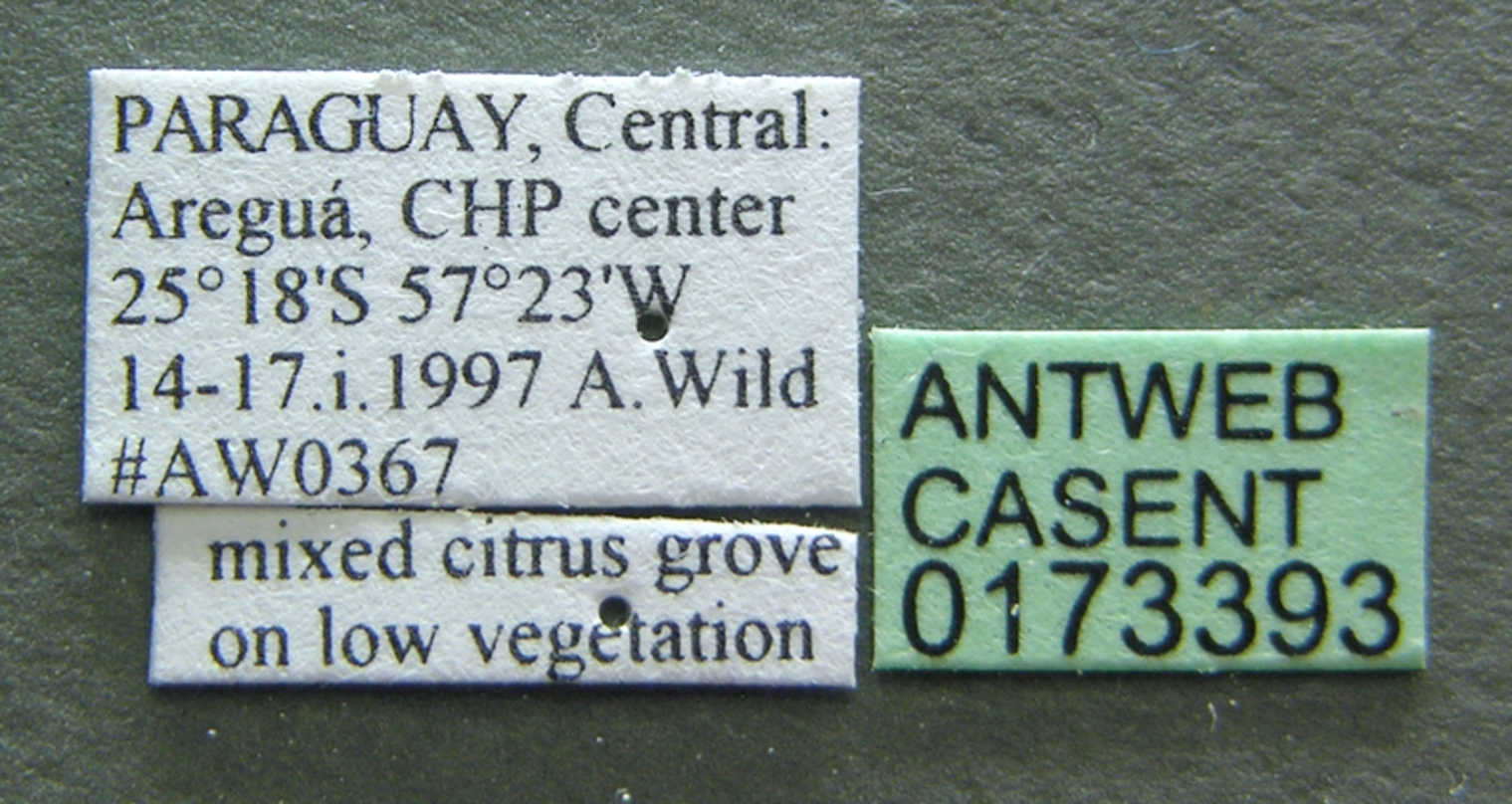
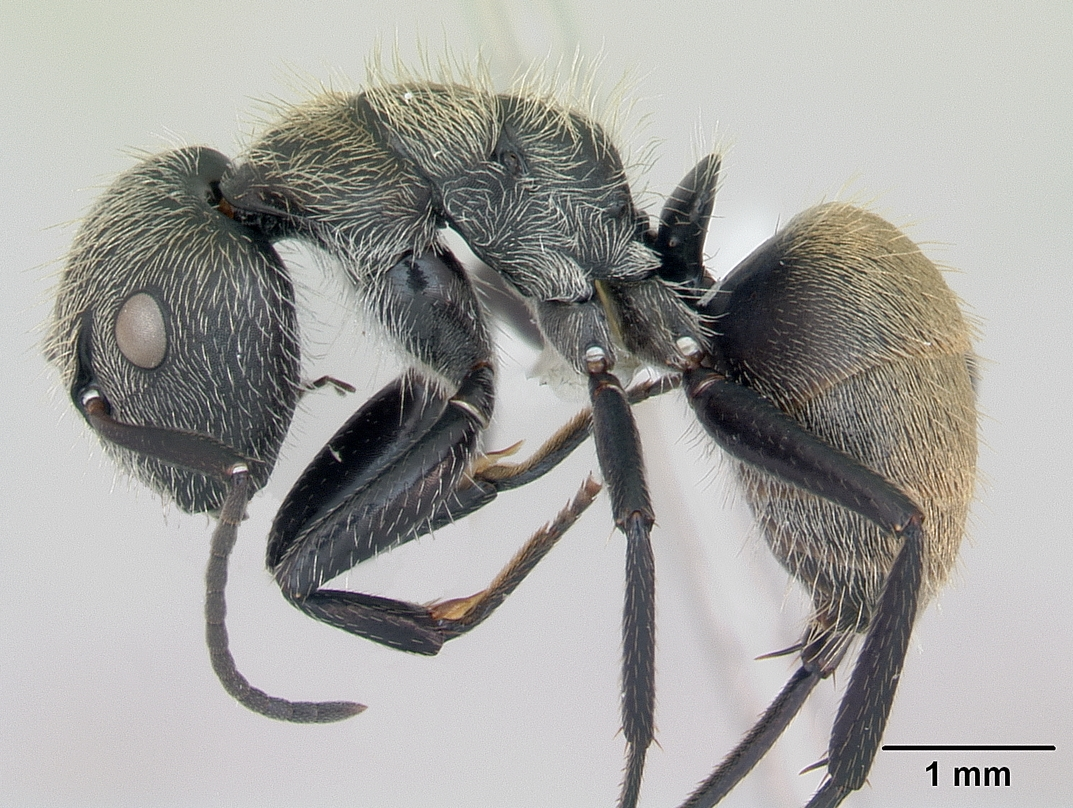